# Desseria nototheniae
Desseria nototheniae is een soort in de taxonomische indeling van de Myzozoa, een stam van microscopische parasitaire dieren. Het organisme komt uit het geslacht Desseria en behoort tot de familie Haemogregarinidae. Desseria nototheniae werd in 1987 ontdekt door Barber, Mills Westermann & Storoz.